# Збірна Катару з футболу
Збірна Катару з футболу — представляє Катар на міжнародних матчах і турнірах з футболу. Управляється та контролюється Катарською футбольною асоціацією.
Станом на 28 листопада 2024 посідає 48-e місце у рейтингу футбольних збірних світу.

## Історія
Збірна Катару як господар чемпіонату світу з футболу 2022 провела гру проти збірної Еквадору в матчі-відкритті турніру. Зустріч завершилась перемогою південноамериканців, але ще до матчу виник скандал. Як повідомив журналіст Амджад Таха, катарці заплатили Еквадору 7,4 мільйона доларів, щоб виграти матч з рахунком 1:0 завдяки голу у другій половині.
Головний тренер збірної Катара Фелікс Санчес прокоментував цю інформацію так: «Я думаю, що є багато дезінформації. Інтернет є чудовим інструментом, але він також дуже небезпечний, з моєї точки зору. Протягом багатьох років ми готувалися, тренувалися. Ми разом, ми сильні і є згуртованими, і ніхто не зможе дестабілізувати нас цією критикою, тому ми не постраждаємо».

## Виступи на чемпіонатах світу
| Фінальна частина чемпіонату | Фінальна частина чемпіонату | Фінальна частина чемпіонату | Фінальна частина чемпіонату | Фінальна частина чемпіонату | Фінальна частина чемпіонату | Фінальна частина чемпіонату | Фінальна частина чемпіонату | Фінальна частина чемпіонату |                              | Кваліфікації на чемпіонат    | Кваліфікації на чемпіонат    | Кваліфікації на чемпіонат    | Кваліфікації на чемпіонат    | Кваліфікації на чемпіонат    | Кваліфікації на чемпіонат    |                              |
| Рік                         | Результат                   | Місце                       | ГР                          | П                           | Н*                          | П                           | ГЗ                          | ГП                          | РМ                           | П                            | Н*                           | П                            | ГЗ                           | ГП                           |                              |                              |
| --------------------------- | --------------------------- | --------------------------- | --------------------------- | --------------------------- | --------------------------- | --------------------------- | --------------------------- | --------------------------- | ---------------------------- | ---------------------------- | ---------------------------- | ---------------------------- | ---------------------------- | ---------------------------- | ---------------------------- | ---------------------------- |
| 1930 — 1974                 | Не брала участі             | -                           | -                           | -                           | -                           | -                           | -                           | -                           | -                            | -                            | -                            | -                            | -                            | -                            |                              |                              |
| 1978                        | Не кваліфікувалась          | -                           | -                           | -                           | -                           | -                           | -                           | -                           | 4                            | 1                            | 0                            | 3                            | 3                            | 9                            |                              |                              |
| 1982                        | Не кваліфікувалась          | -                           | -                           | -                           | -                           | -                           | -                           | -                           | 4                            | 2                            | 0                            | 2                            | 5                            | 3                            |                              |                              |
| 1986                        | Не кваліфікувалась          | -                           | -                           | -                           | -                           | -                           | -                           | -                           | 4                            | 2                            | 0                            | 2                            | 6                            | 3                            |                              |                              |
| 1990                        | Не кваліфікувалась          | -                           | -                           | -                           | -                           | -                           | -                           | -                           | 11                           | 4                            | 6                            | 1                            | 12                           | 8                            |                              |                              |
| 1994                        | Не кваліфікувалась          | -                           | -                           | -                           | -                           | -                           | -                           | -                           | 8                            | 5                            | 1                            | 2                            | 22                           | 8                            |                              |                              |
| 1998                        | Не кваліфікувалась          | -                           | -                           | -                           | -                           | -                           | -                           | -                           | 11                           | 6                            | 1                            | 4                            | 21                           | 10                           |                              |                              |
| 2002                        | Не кваліфікувалась          | -                           | -                           | -                           | -                           | -                           | -                           | -                           | 14                           | 7                            | 4                            | 3                            | 24                           | 13                           |                              |                              |
| 2006                        | Не кваліфікувалась          | -                           | -                           | -                           | -                           | -                           | -                           | -                           | 6                            | 3                            | 0                            | 3                            | 16                           | 8                            |                              |                              |
| 2010                        | Не кваліфікувалась          | -                           | -                           | -                           | -                           | -                           | -                           | -                           | 16                           | 6                            | 4                            | 6                            | 16                           | 20                           |                              |                              |
| 2014                        | Не кваліфікувалась          | -                           | -                           | -                           | -                           | -                           | -                           | -                           | 14                           | 5                            | 5                            | 4                            | 18                           | 14                           |                              |                              |
| 2018                        | Не кваліфікувалась          | -                           | -                           | -                           | -                           | -                           | -                           | -                           | 16                           | 9                            | 1                            | 6                            | 35                           | 14                           |                              |                              |
| 2022                        | груповий етап               | 32                          | 3                           | 0                           | 0                           | 3                           | 1                           | 7                           | Кваліфікувалися як господарі | Кваліфікувалися як господарі | Кваліфікувалися як господарі | Кваліфікувалися як господарі | Кваліфікувалися як господарі | Кваліфікувалися як господарі | Кваліфікувалися як господарі | Кваліфікувалися як господарі |
| Всього                      | -                           |                             | 3                           | 0                           | 0                           | 3                           | 1                           | 7                           | 108                          | 50                           | 22                           | 36                           | 178                          | 110                          |                              |                              |

## Виступи на Кубках Азії
| Фінальні частини КА | Фінальні частини КА           | Фінальні частини КА | Фінальні частини КА | Фінальні частини КА | Фінальні частини КА | Фінальні частини КА | Фінальні частини КА |                     | Кваліфікації до турніру | Кваліфікації до турніру | Кваліфікації до турніру | Кваліфікації до турніру | Кваліфікації до турніру | Кваліфікації до турніру |
| Рік                 | Результат                     | Позиція             | В                   | Н*                  | П                   | ГЗ                  | ГП                  | Позиція             | В                       | Н*                      | П                       | ГЗ                      | ГП                      |                         |
| ------------------- | ----------------------------- | ------------------- | ------------------- | ------------------- | ------------------- | ------------------- | ------------------- | ------------------- | ----------------------- | ----------------------- | ----------------------- | ----------------------- | ----------------------- | ----------------------- |
| 1956 — 1972         | Не брала участі               | -                   | -                   | -                   | -                   | -                   | -                   | -                   | -                       | -                       | -                       | -                       | -                       |                         |
| 1976                | Не кваліфікувалась            | -                   | -                   | -                   | -                   | -                   | -                   | 6                   | 2                       | 1                       | 3                       | 5                       | 8                       |                         |
| 1980                | Раунд 1                       | 4                   | 1                   | 1                   | 2                   | 3                   | 8                   | 4                   | 3                       | 1                       | 0                       | 10                      | 2                       |                         |
| 1984                | Раунд 1                       | 4                   | 1                   | 2                   | 1                   | 3                   | 3                   | 4                   | 3                       | 0                       | 1                       | 11                      | 1                       |                         |
| 1988                | Раунд 1                       | 4                   | 2                   | 0                   | 2                   | 7                   | 6                   |                     |                         |                         |                         |                         |                         |                         |
| 1992                | Раунд 1                       | 3                   | 0                   | 2                   | 1                   | 3                   | 4                   | 2                   | 2                       | 0                       | 0                       | 8                       | 2                       |                         |
| 1996                | Не кваліфікувалась            | -                   | -                   | -                   | -                   | -                   | -                   | 4                   | 2                       | 0                       | 2                       | 5                       | 4                       |                         |
| 2000                | Чвертьфінал                   | 4                   | 0                   | 3                   | 1                   | 3                   | 5                   | 4                   | 3                       | 1                       | 0                       | 11                      | 3                       |                         |
| 2004                | Раунд 1                       | 3                   | 0                   | 1                   | 2                   | 2                   | 4                   | 6                   | 3                       | 2                       | 1                       | 10                      | 7                       |                         |
| 2007                | Раунд 1                       | 3                   | 0                   | 2                   | 1                   | 3                   | 4                   | 6                   | 5                       | 0                       | 1                       | 14                      | 4                       |                         |
| 2011                | Чвертьфінал                   | 4                   | 2                   | 0                   | 2                   | 7                   | 4                   |                     |                         |                         |                         |                         |                         |                         |
| 2015                | Раунд 1                       | 13                  | 0                   | 0                   | 3                   | 2                   | 7                   | 6                   | 4                       | 1                       | 1                       | 13                      | 2                       |                         |
| 2019                | Чемпіони                      | 1                   | 7                   | 0                   | 0                   | 19                  | 1                   | 8                   | 7                       | 0                       | 1                       | 29                      | 4                       |                         |
| 2023                | Чемпіони                      | 1                   | 6                   | 1                   | 0                   | 14                  | 5                   | 8                   | 7                       | 1                       | 0                       | 18                      | 1                       |                         |
| 2027                | Кваліфікація триває           | Кваліфікація триває | Кваліфікація триває | Кваліфікація триває | Кваліфікація триває | Кваліфікація триває | Кваліфікація триває | Кваліфікація триває | 2                       | 2                       | 0                       | 0                       | 11                      | 1                       |
| Всього              | Найкращий результат: чемпіони | 11/13               | 19                  | 12                  | 15                  | 66                  | 52                  | 60                  | 43                      | 7                       | 10                      | 145                     | 37                      |                         |